# هلین

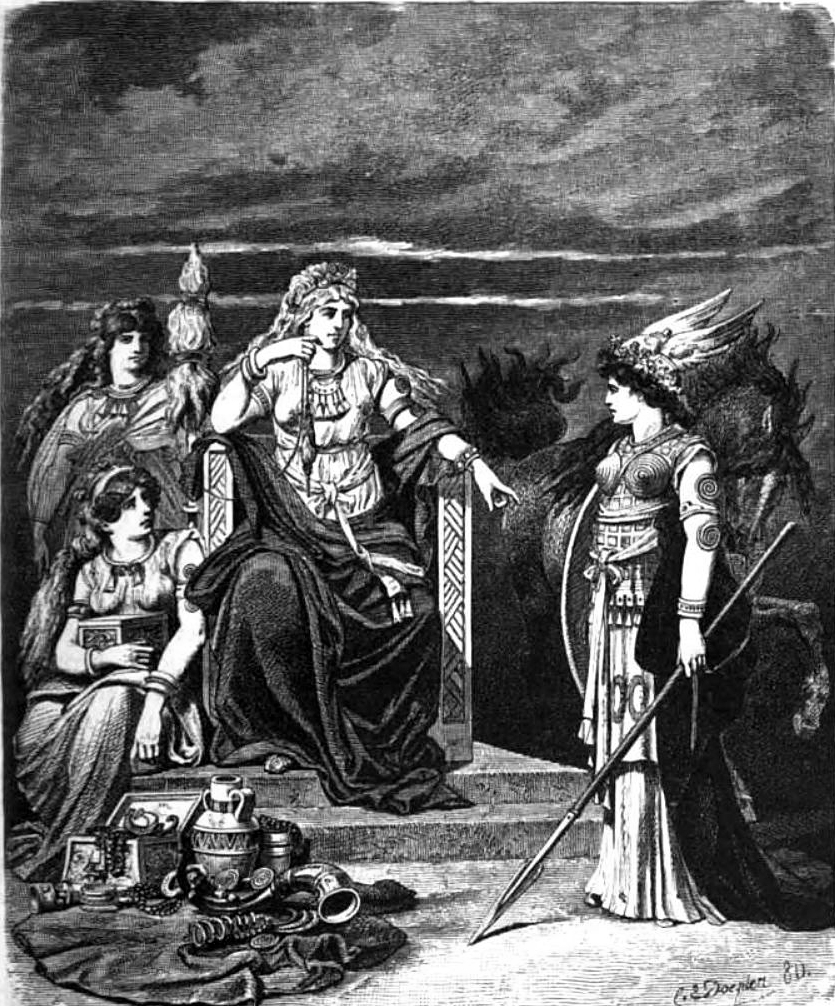
«فریگ به همراه خدمتکارانش» (۱۸۸۲) اثر کارل امیل دوپلر.

هلین یا لین در اسطوره‌شناسی اسکاندیناوی، ایزدبانوی محافظت و تسلیت که در بیشتر نسخه‌ها با ایزدبانوی ازدواج و زایش فریگ، در ارتباط بوده یا نام دیگری از این ایزدبانو است. هلین در شعری از مجموعهٔ ادای منظوم که در سدهٔ ۱۳ میلادی از منابع سنتی پیشین، و ادای منثور که در قرن سیزدهم میلادی توسط اسنوری استورلوسون نوشته شده بود، گردآوری شده است، و همچنین در کنینگهایی حضور دارد که در اشعار اسکالدیک یافت می‌شود. هلین یکی از خدمتکاران فریگ بود و معمولاً او را برای حمایت از کسانی که خواستار در امان نگاه داشتن آن‌ها بود، می‌فرستاد. او همچنین وظیفهٔ آرامش دادن به افراد عزادار و از بین بردن اشک‌های آن‌ها را بر عهده داشت.